# Spathiphyllum montanum
Spathiphyllum montanum (R.A.Baker) Grayum – gatunek wieloletnich, wiecznie zielonych roślin zielnych z rodzaju skrzydłokwiat, z rodziny obrazkowatych, występujący w Kostaryce i Panamie, zasiedlający równikowe lasy deszczowe.